# Лебедев, Жан
Жан Ле́бедев (Ива́н Константи́нович Ле́бедев) (фр. Jean Lébédeff; 25 ноября 1884, село Богородское, Нижегородская губерния, Российская империя — 21 сентября 1972, Ним, Франция) — французский живописец и график-иллюстратор русского происхождения. Деятель анархического движения. Представитель русской творческой и политической эмиграции во Франции. Автор рисунков и гравюр, с изображением литературных героев из произведений Пушкина, Горького, Куприна, Толстого и других писателей.

## Биография[2]

### Россия

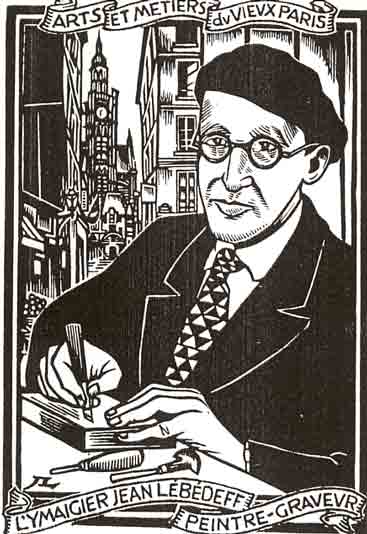
Иван Лебедев, автопортрет, 1923

Иван Лебедев родился 25 ноября 1884 года в селе Богородское Нижегородской губернии в мещанской семье приказчика, выходца из крестьянской среды.
Его брат Николай Константинович Лебедев, в последующем известный советский историк, географ, литератор, деятель революционного движения (анархист-синдикалист, анархист-федералист) и секретарь П. А. Кропоткина, оказал заметное влияние на судьбу Ивана.
Будучи подростком, Иван Лебедев подрабатывал матросом на волжских судах. Он поступает в Нижегородское училище речного судоходства и 12 марта 1907 года заканчивает его став капитаном корабля на Волге.
Во время учебы в училище Иван Лебедев увлекается революционными идеями. В 1908 году он предоставил убежище нескольким революционным активистам на борту своего судна.
В ноябре 1908 года, в ходе конфликта, возникшего на корабле высадил на берег и оставил без оружия царских охранников. После этого события, чтобы избежать репрессий ему пришлось скрываться от властей и, в итоге, через Финляндию он нелегально покидает страну. Далее через североевропейские страны, он попадает в Данию, затем в Германию, пока не останавливается в Бельгии у своего брата Николая, который в то время обучался в Брюссельском свободном университете и находившегося под влиянием анархистских идей Элизе Реклю.

### Париж
В 1909 г. Лебедев переезжает в Париж. Он снимает квартиру в Латинском квартале на улице Сан-Этьен-дю-Мон. Этот студенческий район, прилегающий к университету Сорбонна, являлся сосредоточением новых художественных и политических идей. Творческая среда оказала влияние на выбор профессии. Сначала он занимается изготовлением различного рода русских кустарных художественных поделок, а в 1911 году переезжает на Монпарнас, поселившись по адресу Boulevard du Montparnasse 118 и пробует себя в качестве художника.
У него возникает потребность в художественном образовании. Он посещает занятия в Национальной школе изящных искусств, академии А. Матисса, мастерскую Льва Львовича Толстого и в Русской академии у С. Ф. Булаковского, известных своими анархическими настроениями.
Он изучает работы старых мастеров, знакомится с техникой гравюры, посещая фонды Национальной библиотеки. В студии гравёра П. Борне, он постигает азы ксилографии. Его первые пробы в ксилографии не остались незамеченными и вскоре он получает первые заказы от частных клиентов.

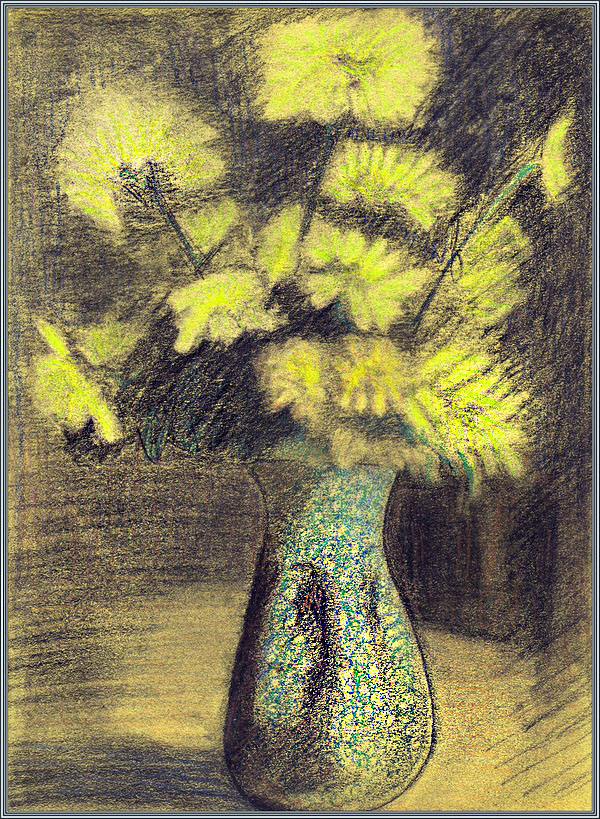
Иван Лебедев, «Натюрморт с цветами», 1908

Он знакомится Камилией Климек, происходящей из польской семьи среднего класса, и 10 октября 1911 женится на ней. Вскоре у них рождается сын Георгий.
Посещая кафе «Хамелеон» на бульваре Монпарнас, он знакомится с парижской артистической средой. Среди его знакомых: Ф. Пикабиа, Вл. Маяковский, М. Равель, Э. Сати, А. Модильяни, Д. Ривера.
Он поддерживал дружеские отношения с С. И. Шаршуном, М. Ф. Андреенко, К. Л. Богуславской, В. А. Издебским, Н. А. Исаевым, П. А. Хентовой, посещает собрания на Villa Saïd Анатоля Франса.
Обзаведясь связями, он в качестве посредника помогает молодым русским художникам принимать участие в «Салоне независимых».
С началом Первой мировой войны его работы нашли применение в качестве фронтовых агитационных листовок и плакатов.
С 15 апреля по 1 мая 1919 состоялась выставка его ксилогра́фий художественной галерее Люксембурга, на бульваре Сен-Мишель.
В 1922—1923 годах Иван Лебедев занимался иллюстрацией художественно-литературного журнала «УДАР», издававшегося в Париже меньшевиком Сергеем Матвеевичем Ромовым. Журнал позиционировался как орган русских художников и писателей, «стремящихся к обновлению литературного языка и искусства, утверждавшего закономерность эволюции современного искусства от импрессионизма, фовизма и кубизма к футуризму и дадаизму».
В течение 1914—1925 годов был членом Правления Тургеневской библиотеки в Париже. При его участии фонды библиотеки выросли с 17 тыс. в 1913 году, до 50 тыс. в 1925 году.
После революции 1917 года библиотека стала одним из главных центров культурной жизни русской эмиграции.

### Анархист

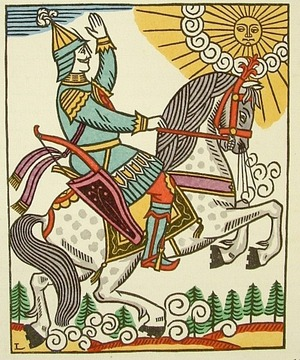
Иван Лебедев, иллюстрация к сказкам Пушкина, 1919

В течение 1921 по 1927 годов ведет активную политическую деятельность, связанную с анархическим движением. Он поддерживает связь с Всеволодом Волиным и Махно. После эмиграции Махно, Лебедев оказывает ему помощь в получении вида на жительство во Франции и получении работы. До этого Махно поселяется у него на квартире и осваивает кустарное ремесло, занимаясь плетением домашних тапочек.
Продолжая поддерживать тесные отношения с родственниками П. Кропоткина, он принимает в Париже его жену Софью Григорьевну Ананьева-Рабинович и помогает ей в издании работ и писем ее мужа .
В этот период жизни Лебедев сотрудничает с несколькими анархистскими изданиями, наиболее заметные из них «Le Néo Naturien» в котором на протяжении 22 номеров с ноября 1921 по август 1927 печатались его работы, «La Vache enragée», «Journal de la Commune libre de Montmartre», членом редакции которого он являлся.
В 1926 был одним из вдохновителей московской выставки «Революционное искусство Запада» в которой были выставлены и его работы.
На протяжении всей своей жизни Иван Лебедев оставался преданным идеям анархизма, которые он популяризировал, сотрудничая с левыми французскими изданиями («Neo Naturien», «L’Unique», «Maintenant», «Clarté», «L’Humanite», «Le Monde», «Regard»).
Лебедев вел простую жизнь, типичную для творческой среды Парижа того времени. Несмотря на постоянную нужду, он всегда был готов отдать последнее совершенно незнакомому человек.

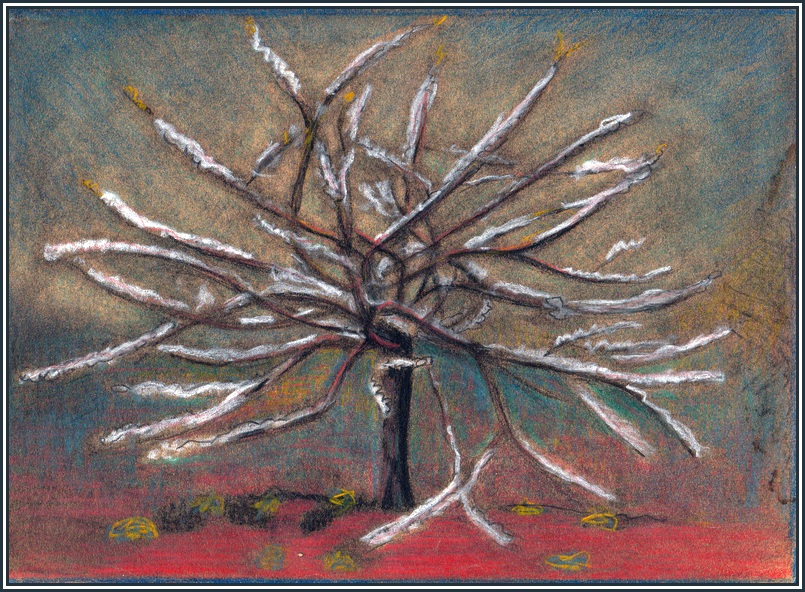
Иван Лебедев, «Зимнее дерево», 1908

Л. Лануазель, автор проиллюстрированной Лебедевым книги «Букинисты парижских набережных» («Les bouquinistes des quais de Paris», 1956), так писал о нём:

«Жан Лебедев всегда был „богемой“ в хорошем смысле слова. Деньги у него утекали сквозь пальцы. Когда я с ним познакомился, он носил старую, заношенную до последней степени одежду. Для него была важна только хорошо выполненная работа…»

Лишь к концу 1920-х годов появился достаток и он в 1927 году переезжает в собственный дом-мастерскую в парижском предместье Фонтене-о-Роз.
В 1932 работы Ивана Лебедева нашли признание французского правительства. Он получил Гран-при на 7-м конкурсе «Meilleur artisan de France» в своей категории. В годы немецкой оккупации Лебедев предоставил убежище в своей мастерской нескольким друзьям нескольким друзьям-евреям. В 1946 его работы экспонировались на выставке «В честь Победы», организованной в Париже Союзом советских патриотов.
Остаток жизни Иван Лебедев прожил в Ниме. Последние годы он отошел от творческих дел, так как от постоянного зрительного напряжения получил профессиональную болезнь глаз, свойственную многим граверам. Он умер 21 сентября 1972 года. Похоронен на кладбище Сен-Жиль, близ Нима. После смерти художника в Музее изящных искусств Нима состоялась мемориальная выставка.

## Творчество

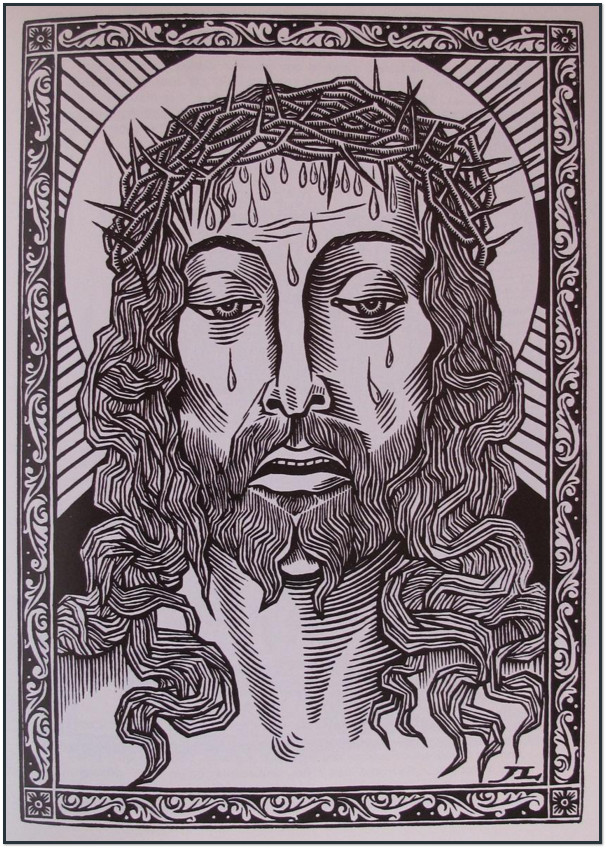
Иван Лебедев, «Христос» гравюра по дереву, ок. 1920

Изучение техники гравюр старых мастеров, обладание навыками резьбы по дереву, привели Ивана Лебедева к профессии гравера — мастера ксилографии. Отказавшись от виртуозности, вернувшись к канонам эпохи инкунабул, он нашел почитателей своего искусства, С 1915 года ему стали поступать предложения на изготовление иллюстраций от различных парижских издательств.
Одними из первых его работ стали книжные иллюстрации: «О трех рыцарях и рубахе. Повесть XIII века» Ж. де Безье и «Глухие слова» Амари (обе — М.: «Зерна», 1916), библиофильское издание «Король Лир» Шекспира (Париж, 1916).
С 1919 он иллюстрировал книги парижских издательств «Mornay», «Fayard», «Trianon», «Crès», «Pot Cassé».
В период с 1920—1930 годов он проиллюстрировал около ста книг, выпущенных как массовым тиражом, так и библиофильских — подарочных издательств. Он выполнил иллюстрации к французским изданиям русских авторов: «Сказки» А. С. Пушкина (1919), «Бродяги» М. Горького (1921), «Листригоны» (1924) и «Яма» (1926) А. И. Куприна, «Дневники» Л. Н. Толстого (1926) и других, занимался оформлением книги «Песня рабочего молота» К. Д. Бальмонта для московского Госиздата (1920), создал заставки, портреты, парижские пейзажи, иллюстрации (к рассказу «Мужики» А. П. Чехова, к роману «Железный поток» А. С. Серафимовича и др.)
Иван Лебедев создал сотни экслибрисов, около 2000 станковых рисунков и 3000 отдельных гравюр, среди которых: виды Парижа, сказочные сюжеты, жанровые сцены, натюрморты, портреты, в том числе своих соотечественников Л. Н. Толстого, Ф. М. Достоевского, Н. А. Римского-Корсакова, М. А. Балакирева, А. А. Блока, М. Горького. В 1962 году его работа была отмечена медалью Международного конгресса «Ex Libris». В 1967 в Фонтене-о-Роз прошла выставка его работ, организованная мэрией.
На протяжении длительного времени с 1918 по 1943 годы Иван Лебедев создавал серию из более чем сотни рисунков и иллюстраций, посвященных провинциальным французским городам, среди которых Vézelay, Gramat, Rocamadour, Rignac, Asquins, Pierre-Perthuis.
Иван Лебедев вошел в историю как плодотворный мастер ксилографии и книжной иллюстрации. Его работы представлены в ГМИИ имени А.С. Пушкина, в Национальной библиотеке в Париже, других музеях Франции.
Имя Ивана Лебедева занесено в список наиболее значимых художников в истории живописи Benezit Dictionary of Artists

## Выставки

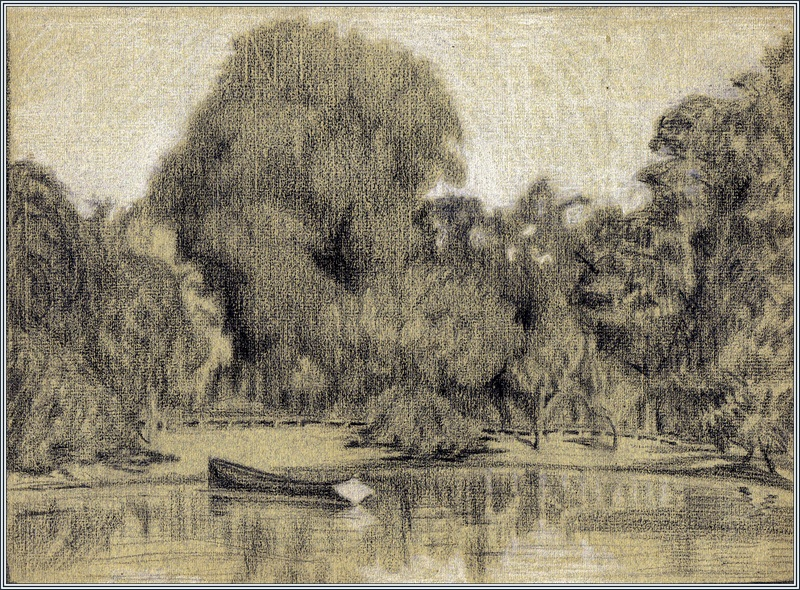
Иван Лебедев, «Пруд», 1908

- выставка графики в галерее книгоиздательства J. Povolotzky (май 1921)
- выставка Лондоне (галерея Whitechapel, 1921),
- выставка русских художников в Париже (кафе «Le Parnasse», декабрь 1921;
- выставка «47 художников» и «Сотня с парнаса» в кафе «Le Parnasse» (1921),
- выставки ксилографий, организованной P. Bоnnet (1923),
- выставка русских художников в Париже «Caméléon», 1923;
- выставка русских художников в Париже «La Rotonde», 1925;
- персональная выставка в галерее «Le Vermilion» В 1925,
- выставка русских художников в Париже галереи Chez Fast, 1927;
- международная выставка декоративных искусств в Париже, под эгидой французского издательства «Quatre Chemins» («Четыре дороги»), 1828,
- выставка иллюстраторов книги (1931),
- международной выставке художественной книги (1931, Пти Пале),
- выставка граверов и иллюстраторов (1937),
- выставка в салонах Populiste (c 1932) и Les imagiers (1938, 1939),
- конкурс «Meilleur artisan de France»,
- парижская выставка «В честь Победы», 1946.

## Книги, оформленные Жаном Лебедевым во Франции[14]
- Shakespeare, W. Le roi Lear / traduction française de Pierre Loti, et Émile Vedel; ornée de gravures sur bois par Jean Lébédeff . – Paris: Société littéraire de France, 1916.
- Duhamel, G. Vie des martyrs: 1914–1916 / bois gravés de Jean Lébédeff . – Paris: Mornay, 1919.
- Puškin, A. S. Contes populaires russes de Pouchkine / traduits en français par Alexandra de Holstein et René Ghil et ornés de bois gravés par Jean Lébédeff . – Paris: Société littéraire de France, 1919.
- Shakespeare, W. La Tragique histoire d’Hamlet, prince de Danemark, par William Shakespeare. Traduction nouvelle de EugèneMorand et Marcel Schwob / texte ornée de compositions dessinées et gravées sur bois par J. Lébédeff ; frontispice de Louis Jou. – Paris: G. Crès, 1920.
- Gorki, M. Les vagabonds / traduction de Ivan Strannik; bois gravés par Lébédeff . – Paris: Mornay, 1921.
- Paris, P. Les aventures de maître Renart et d’Ysengrin son compère, mises en nouveau langage / précédées de nouvelles recherches sur le roman de Renart; par A. Paulin Paris et décorées; par Jean Lébédeff . – Paris: G. Crès, 1921.
- [Roman de Renart]. Les aventures de maître Renart et d’Ysengrin son compère, mises en nouveau langage / précédées de nouvelles recherches  sur le roman de Renart, par A. Paulin Paris et décorées … par Jean Lébédeff . – Paris: G. Crès, 1921.
- Schwob, M. Vies imaginaires / frontispice gravé sur bois par Jean Lébédeff . – Paris: G. Crès, 1921.
- Jaurès, J. Un discours / par Paul Desanges et Luc Meriga; [bois gravé de Lebedeff ]. – Paris: Stock (Delamain, Boutellau et Cie), 1922.
- Vaillant-Couturier, P. Trains rouges: Poèmes / avec un frontispice gravé par Lébédeff . – Paris: Éditions Clarté, 1922.
- White, S. E. Stewart Edward White. Terres  de silence / [bois gravé de Lebedeff ]. – Paris: Mornay, 1922.
- France, A. Lettre à la Good Will delegation / [portrait au crayon de l’auteur par Jean Lebedeff ]. – Paris: aux dépens d’un amateur (J. Lion), 1923.
- Kuprin, A. I. Le mal de mer; [suivi de] Le capitaine Rybnikov / trad. par H. Mongault; [portrait gravé par Lebedeff ]. – Paris: Stock (Delamain et Boudelleau), 1923.
- Nietzsche, F. Saint Janvier: Suivi de quelques aphorismes / par Gabriel Brunet; dessin de Lebedeff . – Paris: Stock (Delamain et Boutelleau), 1923.
- Aeneas Silvius Piccolomini (Pape Pie II). Euryale et Lucrèce: Roman / traduit du latin, par H. J. Sikorski et Wilfred Chopard; avantpropos d’André Thérive; bois gravés par Jean Lebedeff . – Paris: aux Éditions du Monde nouveau, 1923.
- Żeromski, S. Plus blanc que neige: Drame en trois actes / de Stéphane Jeromsky; trad. du polonais par Marya Grabowska et P. de Saint-Wall Pinon; bois gravé par Lébédeff . – Paris:Stock, [1923].
- Anet, C. Ariane, jeune fi lle russe: Roman / décoré de bois gravés par Jean Lébédeff . – Paris: Éditions G. Crès et Cie, 1924.
- Arthuis, G. Connaître: Pièce en deux actes / bois gravé de Lebedeff . – Paris: Boutelleau et Cie, éditeurs, 1924.
- Gsell, P. Propos d’Anatole France / frontispice portrait inédit par Jean Lebedeff . – Paris: Bernard Grasset, 1924.
- Kouprin. Les lestrygons / de Kouprin; traduit par Mongault; bois de Lébédeff . – Paris: Mornay, 1924.
- Ramuz, C. F. La guérison des maladies / bois gravé de Jean Lebedeff . – Paris: Bernard Grasset, 1924.
- Adenet le Roi. Cléomadès: Roman d’aventures du XIII ème siècle renouvelé d’Adenet le Roi / par Jean Marchand; ill. par Lebedeff . – Paris: Emile–Paul frères, 1925.
- Izdebska, H. L’orage qui fl eurit: Poèmes / préfacés par René Ghil; images par Jean Lébédeff . – [Paris]: Éditions de Ceux qui viennent, 1925.
- Flaubert, G. Trois contes / 30 bois originaux de Le Meilleur, Lebedeff , Delignières. – Paris: Arthème Fayard et Cie, éditeurs, [1925].
- Marchand, J. Cléomadès: Roman d’aventures du XIII e siècle, renouvelé d’Adenet le Roi / illustré par Lebedeff et décoré d’après les manuscrits et anciennes éditions. – Paris: Émile–Paul frères, [1925].
- Anet, C. Quand la terre trembla / 52 bois originaux de Jean Lébédeff . – Paris: Arthème Fayard et Cie, 1926.
- Kouprin, A. La fosse aux fi lles / traduction de Mongault et Désormonts; bois de Lébédeff. – Paris: Éditions Mornay, 1926.
- Mallet, R. Notations / bois de Jean Lébédeff. – Paris: Éditions du Siècle, 1926.
- Tolstoj, L. N. Journal intime (1853–1865) / traduction de Jean Chuzeville et Vladimir Pozner; commentaires de A. Khiriakow,S. Melgounov et T. Polner; portraits, bandeauxet culs-de-lampe gravés sur bois de Jean Lébédeff . – Paris: Éditions du Trianon, 1926.
- Harry, M. Siona à Berlin / 35 bois originaux de Jean Lébédeff . – Paris: A. Fayard, 1927.
- Hémon, L. Maria Chapdelaine / 29 bois
- Originaux de Jean Lébédeff . – Paris: Arthème Fayard et Cie, 1928.
- Wieland, Ch. M. Obéron ou Les aventures de Huon de Bordeaux / [ce poème traduit de l’allemand par d’Holbach fi ls]; [a été illustré par J. Lébédeff ]. – Paris: À l’enseigne du pot cassé, 1928.
- Pierre, L. Contes choisis / avec 50 bois originaux de Jean Lébédeff . – Paris: Arthème Fayard, 1929.
- Veber, P. L’aventure / 35 bois originaux de Jean Lébédeff . – Paris: A. Fayard, 1929.
- Dominique, P. Sa Majesté / 29 bois originaux de Jean Lébédeff . – Paris: Arthème Fayard et Cie, 1930.
- Louÿs, P. Les chansons de Bilitis / 88 bois originaux de Jean Lébédeff . – Paris: Arthème Fayard et Cie, 1930.
- Sophocle. La Tragique histoire du roi OEdipe / traduit du grec, par Nicolas-Louis Artaud; illustré par Jean Lébédeff . – Paris: se vend en la rue de Beaune, à l’enseigne du «Pot cassé», 1930.
- Aubry, O. Le roi perdu / 31 bois originaux de Jean Lébédeff . – Paris: A. Fayard et Cie, 1931.
- Fayard, J. Mes maîtresses / 43 bois originaux de Jean Lébédeff . – Paris: Arthème Fayard et Cie, 1931.
- Prévost, M. Voici ton maître / 40 bois originaux de Jean Lébédeff . – Paris: A. Fayard, 1931.
- Garnett, D. La femme changée en renard / traduction de Jane-Simone Bussy et André Maurois; 35 bois originaux de Jean Lébédeff . – Paris: Arthème Fayard et Cie, 1932.
- Gilbert de Voisins, A. Le bar de la fourche / 35 bois originaux de Jean Lébédeff . – Paris: Arthème Fayard et Cie, 1932.
- Duhamel, G. Deux hommes / 40 bois originaux de Jean Lébédeff . – Paris: Arthème Fayard et Cie, 1933.
- Roubé-Jansky, A. J’ai quatorze ans: Roman / 38 bois de jean lebedeff . – Paris: A. Fayard, 1933.
- Boulenger, M. Le fourbe / 32 bois originaux de Jean Lébédeff . – Paris: Arthème Fayard et Cie, 1934.
- Duvernois, H. A l’ombre d’une femme / illustré de 40 bois originaux de Jean Lébédeff . – Paris: Arthème Fayard & Cie, 1934.
- Prévost, M. Voici ton maître: Roman / 40 bois originaux de Jean Lébédeff . – Paris: Éditions de France, 1934.
- Constantin-Weyer, M. Une corde sur l’abime / 36 bois originaux de Jean Lébédeff . – Paris: Arthème Fayard, 1935.
- Istrati, P. Le bureau de placement / 41 bois originaux de Jean Lébédeff . – Paris: Arthème Fayard, 1936.
- Imann-Gigandet, G. Le coeur et les chiff res / 44 bois originaux de Jean Lébédeff . – Paris: Arthème Fayard, 1937.
- Benoit, P. L’oublié / 25 bois originaux de Jean Lébédeff . – Paris: A. Fayard, 1938.
- Istrati, P. Méditerranée / 30 bois originaux de Jean Lébédeff . – Paris: A. Fayard, 1939.
- Fayard, J. La chasse aux rêves / 26 bois originaux de Jean Lébédeff . – Paris: A. Fayard, 1941.
- Rostand, E. La Samaritaine / 41 bois originaux de Jean Lébédeff . – Paris: A. Fayard, 1941.
- Champly, H. La femme de qui? / frontispice gravé sur bois par Jean Lebédeff . – Paris: EPOC, 1942.
- Peyre, J. L’Escadron Blanc / frontispice de Jean Lébédeff . – [Paris]: Grasset et Fasquelle, 1943.
- Perrault. Histoires ou contes du temps passé: Avec des moralitez / bois de Jean Lébédeff. – Paris: Éditions A. Tallone, [1944].
- Drouin, H. Fantômes / dix-sept bois en couleurs de Jean Lebédeff . – Paris: A. Fleury, 1945.
- Pierre Béarn, André Berry, Christian Dedeyan, Jean Fougère, Claude Jan, Arnaud-Duran [etc.]. Poèmes de René Menard, Yves Picart / illustrations de Eugène Dabit, Germaine Estival, Jean Lebedeff , Victorin Truchet. – Paris: Cahiers de Paris, [1945].
- Galvaing, M.-A. Jean-Paul Dubray / préface de Pierre Mac-Orlan; [bois gravé de Jean Lebédeff ]. – Paris: (Impr., 5, rue Rataud), 1946.
- Daniel-Rops. Histoire Sainte, le Peuple de la Bible / orné de bois gravés par Jean Lébedeff . – Paris: A. Fayard, 1946.
- Duhamel, G. Le combat contre les ombres / 41 bois originaux de Jean Lébédeff . – Paris: A. Fayard, 1946.
- Angoulême, M. Heptaméron des nouvelles / [bois originaux de Jean Lébédeff ]. – Paris: Éditions du Pavois, 1946.
- Voline. La révolution inconnue (1917–1921): Documentation inédite sur la Révolution russe. – Paris: Les Amis de Voline, 1947.
- Carco, F. La rue / bois originaux de Jean Lébédeff . – Paris: A. Fayard, 1947.
- Maguelonne, M.-C. Eaux-fortes / de bois gravés par Jean Lébédeff . – Paris: impr. de G. Girard, 1947.
- Daniel-Rops. Histoire de l’Église du Christ / orné de bois gravés par Jean Lébédeff . – Paris: A. Fayard, 1948.
- Delphy, J. Kropotkine. Descendant des grands princes de Smolensk, page de l’Empereur, savant illustre, révolutionnaire international, vulgarisateur de la pensée anarchiste / couverture illustrée d’un portrait de Kropotkine (bois gravé de Jean Lebedeff ). – Paris: SLIM, 1948.
- Stéphan, R. L’Occident fait fausse route / couverture de Jean Lébédeff . – Paris: Société centrale d’évangélisation, 1948.
- Rémy, T. Jean Lebedeff / 35 bois originaux [de Jean Lebedeff ]. – Nancy: Éditions de l’A. F. C. E. L., 1951.
- Lanoizelée, L. Émile Guillaumin: Écrivain et paysan / avant-propos d’Édouard Peisson; [portrait par Jean Lebedeff ]. – Paris: M. Pernette,  1952.
- Lanoizelée, L. Lucien Jean, l’écrivain,l’apôtre / préface de Henry Poulaille; [portrait par Jean Lebedeff ]. – Paris: M. Pernette, 1952.
- O’Reilly, P. Calédoniens: Répertoire biobibliographique de la Nouvelle-Calédonie / illustration de Jean Lebedeff . – Paris: Société des océanistes, 1953.
- Lanoizelée, L. Charles-Louis Philippe, l’homme, l’écrivain / avant-propos de Ferdinand Teulé; [portrait par Jean Lebedeff ]. – Paris: M. Pernette, 1953.
- Puškin, A. S. Le conte du Coq d’or / [traduit en français par Alexandra de Holstein et René Ghil; calligraphie et images de Jean Lébédeff]. – Paris: Aux folies de l’ymaigier, 1954.
- Lanoizelée, L. Les Bouquinistes des quais de Paris / préface de Daniel Halévy; bois de Jean Lébédeff . – Paris, 1956.
- O’Reilly, P. Hébridais: Répertoire biobibliographique des Nouvelles-Hébrides / avec des portraits de Jean Lebedeff et des ill. de Georges Guiraud, Michel Lablais et Roland Mascart. – Paris: Musée de l’homme, 1957.
- Lanoizelée, L. Un bouquiniste des quais de Paris / bois de Jean Lébédeff . – Paris: L’auteur, 1958.
- Lanoizelée, L. Gaston Couté / avant-propos de Paul Barthet; bois de Jean Lébédeff . –Paris: L’auteur, 1960.
- Teissier, R. Tahitiens: Répertoire biobibliographique de la Polynésie française / portr. de Jean Lebedeff ; ill. de Jacques Boullaire. –Paris: Musée de l’homme, 1962.